# Pięciobój wojskowy na Światowych Wojskowych Igrzyskach Sportowych 2019
Pięciobój wojskowy na 7. Światowych Wojskowych Igrzyskach Sportowych – zawody dla sportowców-żołnierzy zorganizowane przez Międzynarodową Radę Sportu Wojskowego, które odbyły się w chińskim Wuhanie w dniach 19 – 24 października 2019 roku podczas światowych igrzysk wojskowych. Zawody zostały przeprowadzone na obiektach East Lake Hi-Tech Development Zone Military Pentathlon Shooting Venue. Najwięcej medali zdobyli reprezentanci Chin 8 (w tym 5 złote, 2 srebrne i 1 brązowy).
Zawody były równocześnie traktowane jako 66 Wojskowe Mistrzostwa Świata w pięcioboju wojskowym.

## Harmonogram
| Październik 2019   | 18 Pt | 19 So | 20 Nd | 21 Pn | 22 Wt | 23 Śr | 24 Cz | 25 Pt | 26 So |
| ------------------ | ----- | ----- | ----- | ----- | ----- | ----- | ----- | ----- | ----- |
| Pięciobój wojskowy |       |       |       |       |       | 4     | 2     |       |       |

Legenda
|  | Dzień zawodów |  | Finał (ilość) |

## Konkurencje

### Kobiety
- indywidualnie, drużynowo oraz sztafeta z przeszkodami

### Mężczyźni
- indywidualnie, drużynowo oraz sztafeta z przeszkodami

W skład pięcioboju wojskowego wchodzą
1. strzelanie – odległość 200 m (strzelanie precyzyjne max czas na oddanie 10 strzałów, 10 minut oraz szybkostrzelne 10 strzałów w ciągu jednej minuty)
2. bieg z przeszkodami – długość trasy 500 m (tor przeszkód z 20 przeszkodami)
3. pływanie – dystans 50 m stylem dowolnym (tor z 4 przeszkodami)
4. rzucanie granatem – rzut na celność, rzut na odległość
5. bieg przełajowy – 8 km

## Uczestnicy
Do zawodów zgłoszonych zostało 130 zawodników i 48 zawodniczek reprezentujących 26 państwa

## Rezultaty

### Mężczyźni
| Konkurencja             | Złoto                                                                                       | Złoto     | Srebro | Srebro  | Brąz                                                                                          | Brąz    |
| Konkurencja             | Drużyna / Zawodnik                                                                          | Wynik     | Drużyna / Zawodnik | Wynik   | Drużyna / Zawodnik                                                                            | Wynik   |
| indywidualnie           | Pan Yucheng · Chiny                                                                         | 5617,5    | Aniu Ergu · Chiny | 5565,2  | Douglas Castro · Brazylia                                                                     | 5547,1  |
| drużynowo               | Chiny · Pan Yucheng · Aniu Ergu · Wang Maolin · Zhang Zheng                                 | 22186,6 · | Rosja · Sergei Alpatow · Aleksei Kryłow · Iwan Driukhanow · Paweł Swiecznikow                                                                                    | 21887,2 | Brazylia · Douglas Castro · Thiago Dias · Renan Csuka · Miguel Neto                           | 21872,1 |
| sztafeta z przeszkodami | Korea Północna · Ri Chung-song · Kim Un-chol · Hwang Chol-song · Kim Kum-hyok · Han Ho-hyon |           | Ekwador · Edgar Mesias Castro Albano · Merchan Guevara Augusto David · Lenin Javier Rodriguez Patino · Iner Fidian Vera Ramirez · Felix Alberto Valerezo Sanchez |         | Ukraina · Vasyl Hilianczuk · Vitali Matiuszenko · Juri Tkaczenko · Vitali Tsoma · Andri Bybko |         |

### Kobiety
| Konkurencja             | Złoto                                                         | Złoto     | Srebro                                                                               | Srebro  | Brąz                                                                                | Brąz    |
| Konkurencja             | Drużyna / Zawodniczka                                         | Wynik     | Drużyna / Zawodniczka                                                                | Wynik   | Drużyna / Zawodniczka                                                               | Wynik   |
| indywidualnie           | Lu Pinpin · Chiny                                             | 5627,2 ·  | Guan Chaonan · Chiny                                                                 | 5567,6  | Wang Tanglin · Chiny                                                                | 5506,3  |
| drużynowo               | Chiny · Lu Pinpin · Guan Chaonan · Wang Tanglin               | 16701,1 · | Dania · Sara Hjalager · Helene Nielsen · Sofie Diderisken                            | 16066,1 | Rosja · Evgenia Aksenowa · Irina Świecznikowa · Ludmiła Jegorowa                    | 15989,4 |
| sztafeta z przeszkodami | Chiny · Lu Pinpin · Guan Chaonan · Wang Tanglin · Sun Hongyan |           | Rosja · Evgenia Aksenowa · Irina Swiecznikowa · Ludmiła Jegorowa · Anastazja Konopko |         | Brazylia · Naiana Purificacao · Brenna Lima · Elisangela Santos · Camila Campanhola |         |

## Klasyfikacja medalowa
* Organizator zawodów został zaznaczony tym kolorem.
| Miejsce           | Reprezentacja     | Złoto | Srebro | Brąz | Razem |
| ----------------- | ----------------- | ----- | ------ | ---- | ----- |
|                   |                   |       |        |      |       |
| 1                 | Chiny *           | 5     | 2      | 1    | 8     |
| 2                 | Korea Północna    | 1     | 0      | 0    | 1     |
| 3                 | Rosja             | 0     | 2      | 1    | 3     |
| 4                 | Dania             | 0     | 1      | 0    | 1     |
| 4                 | Ekwador           | 0     | 1      | 0    | 1     |
| 6                 | Brazylia          | 0     | 0      | 3    | 3     |
| 7                 | Ukraina           | 0     | 0      | 1    | 1     |
| Ogółem (7 państw) | Ogółem (7 państw) | 6     | 6      | 6    | 18    |

Źródło: